# امعمروش القدح (لودر)

تعديل مصدري - تعديل

امعمروش القدح هي إحدى قرى عزلة زارة بمديرية لودر التابعة لمحافظة أبين، بلغ تعداد سكانها 68 نسمة حسب تعداد اليمن لعام 2004.